# Георг Адольф Ерман
Георг Адольф Ерман (нім. Georg Adolf Erman; 12 травня 1806, Берлін — 12 липня 1877, Берлін) — німецький мандрівник, фізик. Іноземний член Лондонського королівського товариства (1874).
Був головним редактором багатомного «Архіву наукових новин із Росії» (Берлін, 1841—1866; томи I—XV).
На честь Ермана названо хребет Ермана в Читинській області Росії та березу Ермана, що росте на Камчатці, Сахаліні, Курильських островах, у Магаданській області.